# 磷酸氢铈(IV)
磷酸氢铈(IV)是一种无机化合物，简称CeP，化学式为Ce(HPO4)2。

## 制备及性质
将四水合硫酸铈溶解在10 mol/L的磷酸溶液中，在搅拌和沸腾温度下长时间反应，过滤并洗涤至pH为4左右，在五氧化二磷上干燥得到。磷酸氢铈(IV)的1.33水合物于150 °C失水，在600 °C生成CeP2O7，900°C得到Ce2O3·2P2O5，最终于1300°C生成CePO4。